# Orgel der Bartholomäuskirche Pasłęk
Die Orgel der St.-Bartholomäus-Kirche in Pasłęk ist die größte erhaltene Barockorgel im nördlichen Polen. Sie wurde von 1717 bis 1719 von Andreas Hildebrandt erbaut und von 2010 bis 2013 von der Orgelwerkstatt Wegscheider restauriert. Das Instrument verfügt über 36 Register, die auf zwei Manuale und Pedal verteilt sind.

## Geschichte
Vorgängerorgeln
Um 1550 wurde ein Positiv aus der Bartholomäuskirche in Preußisch Holland an den Organisten in Elbing verkauft. 1580 wurde ein neues Positiv in der Kirche aufgestellt.
1597 baute Joachim Zickermann aus Königsberg eine neue Orgel. Der Bildschnitzer Asman Moeller aus Lübeck gestaltete den Prospekt, der von Alexander Daudin (Dadin) aus Italien vergoldet und bemalt wurde.
Neubau durch Andreas Hildebrandt

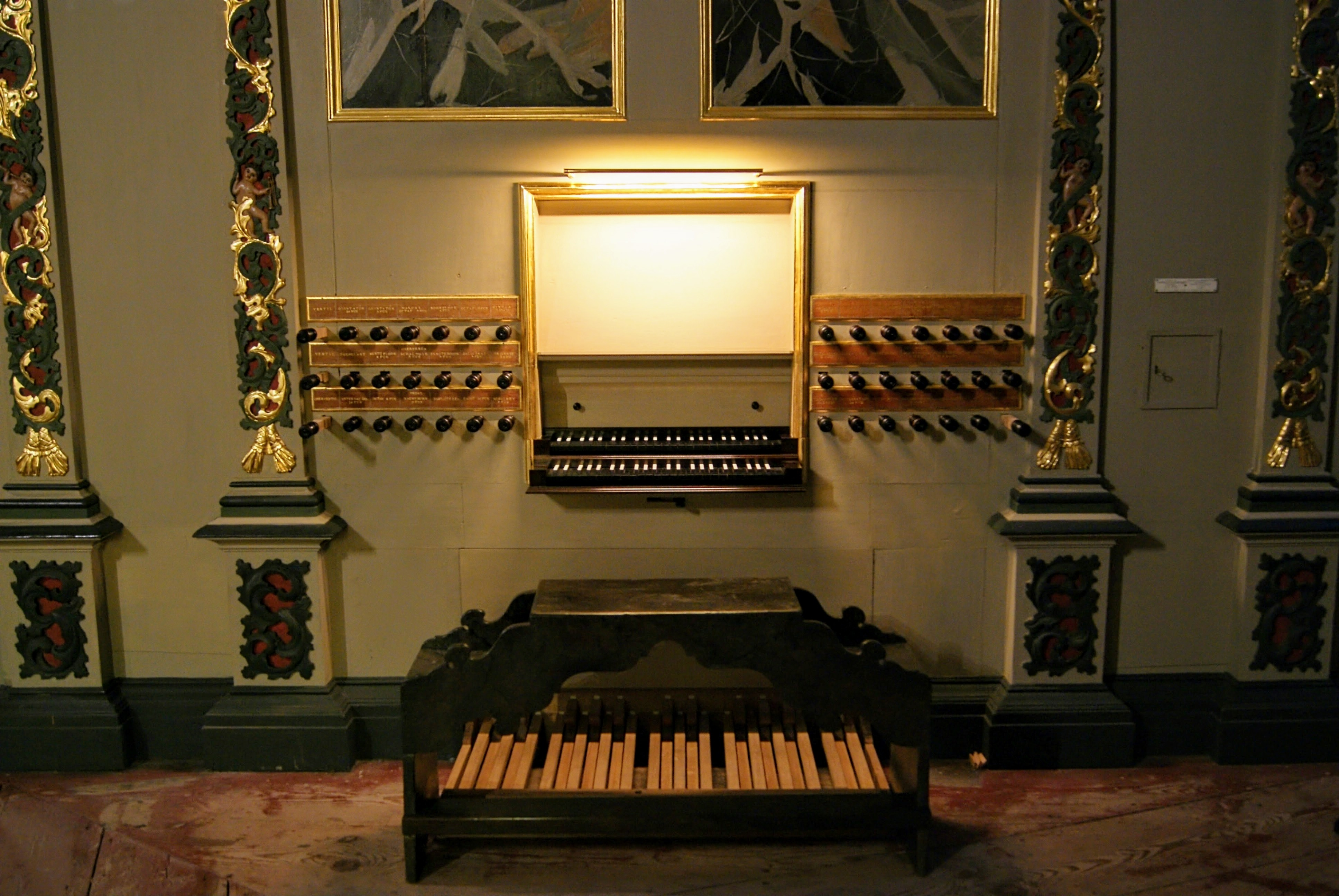
Spieltisch

Von 1717 bis 1719 baute der Danziger Orgelbauer Andreas Hildebrandt ein neues Instrument mit Verwendung  Teile der Vorgängerorgel. Es war sein bis dahin größter Orgelneubau. Der Bildschnitzer des Prospekts ist unbekannt, er kam aber wahrscheinlich aus Elbing.
Die Werke der Orgel wurden in zwei unabhängigen Gehäusen aufgestellt, im südlichen befanden sich die Manualwerke, im nördlichen die beiden Pedalwerke. Hildebrandt hatte diese Bauform wahrscheinlich in der Trinitatiskirche in Danzig gesehen, wo er 1710 gearbeitet hatte.
Am 28. Mai 1719 wurde die Orgel am Pfingstsonntag eingeweiht.
Reparaturen
Am 24. April 1750 wurde ein Vertrag mit Christoph Heinrich Obuch geschlossen, der einen Abbau wegen Bauarbeiten in der Kirche sowie Reparaturen und den Wiederaufbau vorsah. Am 4. April 1452 waren diese Arbeiten abgeschlossen.
Vom 25. Juli 1783 ist ein Kostenvoranschlag von Obuch für weitere Reparaturen erhalten, die Ende des folgenden Jahres abgeschlossen waren.
Weitere Reparaturen wurden 1806 von Jacob Preuß, dem Sohn von Johann Preuß, aus Königsberg und 1832 von Johann Friedrich Frost durchgeführt.
Kleinere Veränderungen
Am 1. August 1861 wurde ein Vertrag mit G. Ziegler aus Marienburg abgeschlossen, der einige Änderungen in der Disposition vornahm. Im Oberwerk sollte ein Salicional 4′ zu einem 8′ mit neuer Bassoktave umgestellt werden, eine hölzerne Lieblich Gedacktflöte 16′ sollte neu eingebaut, eine Kutzflöte 8′ und ein Sesquialtera 2-fach dafür entfernt werden. Die Stimmung sollte vom Chorton durch Umhängen der Traktur um einen halben Ton nach unten verändert werden, es wurde eine Manualkoppel eingebaut und die alten Registerschilder durch neue auf rotem Saffian mit Golddruck ersetzt.
Am 29. Dezember 1864 beschwerte sich der Kantor Grabowski in einem Brief an den Superintendenten über einige fehlende Pfeifen.
1881 wurde durch August Terletzki aus Elbing neue Klaviaturen bis f³ ergänzt, die aber stumm blieben, das Register Vox humana 8′ wurde durch Geigenprinzipal 8′ ersetzt, Schalmose 8′ entfernt, Viola di Gamba 8′ und Salicional 8′ im Diskant erneuert und Mixtur zum Teil neu gebaut. Sein Nachfolger Wittek war verpflichtet, die vertragsmäßige Pflege und Stimmung durchzuführen.
In den Jahren 1928 bis 1929 stellte die Firma W. Sauer aus Frankfurt/Oder die mechanische Traktur auf eine pneumatische um.
Nach 1945
In den letzten Wochen des Zweiten Weltkriegs wurde die Orgel zum Teil geplündert. Nach 1950 wurden fehlende Pfeifen durch Zinkpfeifen ersetzt.
Im Laufe der folgenden Jahrzehnte wurde die Orgel durch mangelnde Pflege, unsachgemäße Reparaturversuche, Verschleiß und Verschmutzung faktisch unspielbar.

## Restaurierung 2010–2013

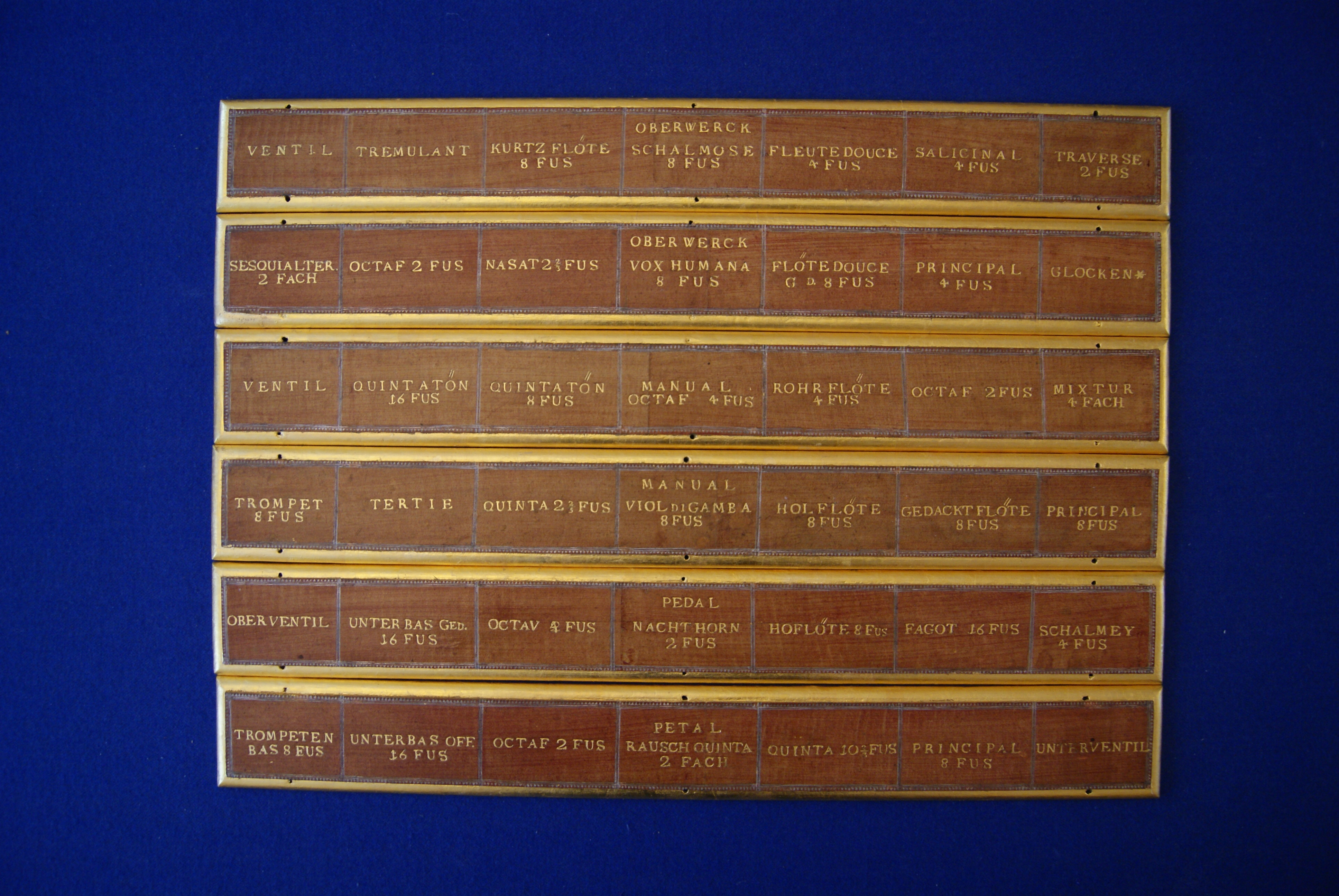
Historische Registerverzeichnis

Im Jahr 2009 wurde durch die Denkmalpflege mit der Analyse der Orgel und Pläne zur Restaurierung begonnen. Es wurde eine Orgelkommission gebildet, Experten befragt (Baltisches Orgelcentrum Stralsund u. a.) und andere Orgeln von Andreas Hildebrandt und seinen Schülern untersucht. Die Orgelwerkstatt Wegscheider aus Dresden wurde mit den Arbeiten beauftragt. Diese wurde von Szymon Januszkiewicz unterstützt. 2010 wurde die Orgel zerlegt und zuerst der Prospekt und die Bälge restauriert.
Dann wurden die restlichen Teile wiederhergestellt, wobei eine Aufzeichnung der ursprünglichen Disposition zugrunde gelegt wurde. 2013 waren die Arbeiten abgeschlossen.

## Disposition
Nach der Restaurierung von 2013 wurde die ursprüngliche Disposition von 1719 wiederhergestellt.
| I Ober Werck (B1H1) C–c³ |                 |           |
| 1.                       | Flöte douce Gd. | 8′        |
| 2.                       | Kurtz Flöte     | 8′        |
| 3.                       | Principal       | 4′        |
| 4.                       | Fleute douce    | 4′        |
| 5.                       | Salicinal       | 4′        |
| 6.                       | Nasat           | 2⅔′       |
| 7.                       | Octaf           | 2′        |
| 8.                       | Traverse        | 2′        |
| 9.                       | Sesquialter II  | (2⅔′+1⅗′) |
| 10.                      | Schalmose       | 8′        |
| 11.                      | Vox humana      | 8′        |

| II Manual C–c³ |               |              |
| 12.            | Quintatön     | 16′          |
| 13.            | Principal     | 8′           |
| 14.            | Quintatön     | 8′           |
| 15.            | Hol Flöte     | 8′           |
| 16.            | Gedackt Flöte | 8′           |
| 17.            | Viol di Gamba | 8′           |
| 18.            | Octaf         | 4′           |
| 19.            | Rohr Flöte    | 4′           |
| 20.            | Quinta        | 2⅔′          |
| 21.            | Octaf         | 2′           |
| 22.            | Tertie        | (1⅗′)        |
| 23.            | Mixtur IV     | 1⅓′+1′+⅔′+½′ |
| 24.            | Trompet       | 8′           |

| Pedal C–d1 |                  |          |
| 25.        | Unter Bas Off.   | 16′      |
| 26.        | Unter Bas Ged.   | 16′      |
| 27.        | Quïnta           | 10⅔′     |
| 28.        | Principal        | 8′       |
| 29.        | Hoflöte          | 8′       |
| 30.        | Octav            | 4′       |
| 31.        | Octaf            | 2′       |
| 32.        | Nacht Horn       | 2′       |
| 33.        | Rausch Quinta II | (1⅓′+1′) |
| 34.        | Fagot            | 16′      |
| 35.        | Trompeten bas    | 8′       |
| 36.        | Schalmey         | 4′       |

- Spielhilfen:
  - Sperrventil: I, II, Pedal-Unterlade, Pedal-Oberlade
  - Tremulant, 8 Engelfiguren mit Glöckchen, 2 Zimbelsterne
  - Transposition Ober Werck: a1 = 465 Hz auf 415 Hz

## Technische Daten
- 36 Register
- Winddruck: 64 mmWS
- Stimmung:
  - Neidhardt „für eine große Stadt“ (1724)
  - Tonhöhe a1 = 465 Hz bei 18 °C